# Індустріальний район (Перм)

Індустріальний район

Індустріа́льний район (рос. Индустриа́льный район) — один з семи районів Пермі (Росія). За підсумками Всеросійського перепису населення 2002 року Індустріальний район — третій за чисельністю населення. Населення району становило 160 039 чоловік (15,8 % від населення Пермі).

## Географія
Район повністю розташований в лівобережній частині Пермі і не прилягає до Ками. По території району протікає річка Мулянка. Частина території району займає Черняєвській ліс.